# Friends of the Parks
Friends of the Parks (FOTP) est une association à but non lucratif basée à Chicago (Illinois, États-Unis). Formée en 1975, il s'agit d'un groupe qui a pour but de surveiller et de défendre l'environnement dans la région de Chicago. Plus précisément, il surveille l'état et le bon fonctionnement du Chicago Park District, qui est l'organisme chargé de la gestion et de l'entretien des parcs de la ville de Chicago. FOTP surveille également le Forest Preserve District of Cook County (FPDCC), l'administration chargée de la protection des réserves forestières du comté de Cook, dans l'agglomération de Chicago.
Leurs bureaux se trouvent dans un immeuble du centre-ville de Chicago et la présidente de l'association s'appelle Erma Tranter.
Les manifestations annuelles organisées par le FOTP incluent le « Late Ride », un événement se déroulant la nuit à vélo au mois de juillet où des milliers de coureurs roulent à travers les rues de la ville, les parcs et les sentiers des réserves forestières, mobilisant ainsi plusieurs milliers de volontaires en une seule journée pour embellir, nettoyer et ramasser les ordures dans plus de 100 endroits clefs de la région de Chicago.
En outre, FOTP aide à l'éducation du public en matière d'environnement. Il offre des programmes d'éducation environnementale pour les étudiants de Chicago grâce à deux programmes : « la nature le long du lac » (Nature Along the Lake) connu sous l'acronyme NAL pour les élèves des écoles primaires, et « L'équipe de la Terre » (Earth Team ou ET), un programme après l'apprentissage à l'école pour les élèves du secondaire. FOTP encourage les efforts sur le terrain dans l'organisation des associations liées à la défense et la maintenance des parcs locaux et agit comme un agent de liaison dans l'organisation des événements des bénévoles et pour l'amélioration des parcs de la ville de Chicago, des réserves forestières et des zones protégées dans le comté de Cook, et autres espaces verts de la région.